# NGC 5329
NGC 5329 је елиптична галаксија у сазвежђу Девица која се налази на NGC листи објеката дубоког неба.
Деклинација објекта је + 2° 19' 32" а ректасцензија 13h 52m 10,0s. Привидна величина (магнитуда) објекта NGC 5329 износи 12,4 а фотографска магнитуда 13,4. NGC 5329 је још познат и под ознакама UGC 8771, MCG 1-35-44, CGCG 45-121, NPM1G +02.0357, PGC 49248.